# آگوستاوستلند ای‌دبلیو۱۸۹
آگوستاوستلند ای‌دبلیو۱۸۹ یک بالگرد دو موتوره و متوسط است که توسط شرکت لئوناردو اس.پی. ای. (آگوستاوستلند سابق، از سال ۲۰۱۶ در لئوناردو-فینمکانیکا ادغام شد) ساخته شده‌است. این بالگرد از ای‌دبلیو۱۴۹ توسعه یافته و شباهت‌هایی با ای‌دبلیو۱۳۹ و ای‌دبلیو۱۶۹ دارد.

## کاربران
جمهوری آذربایجان

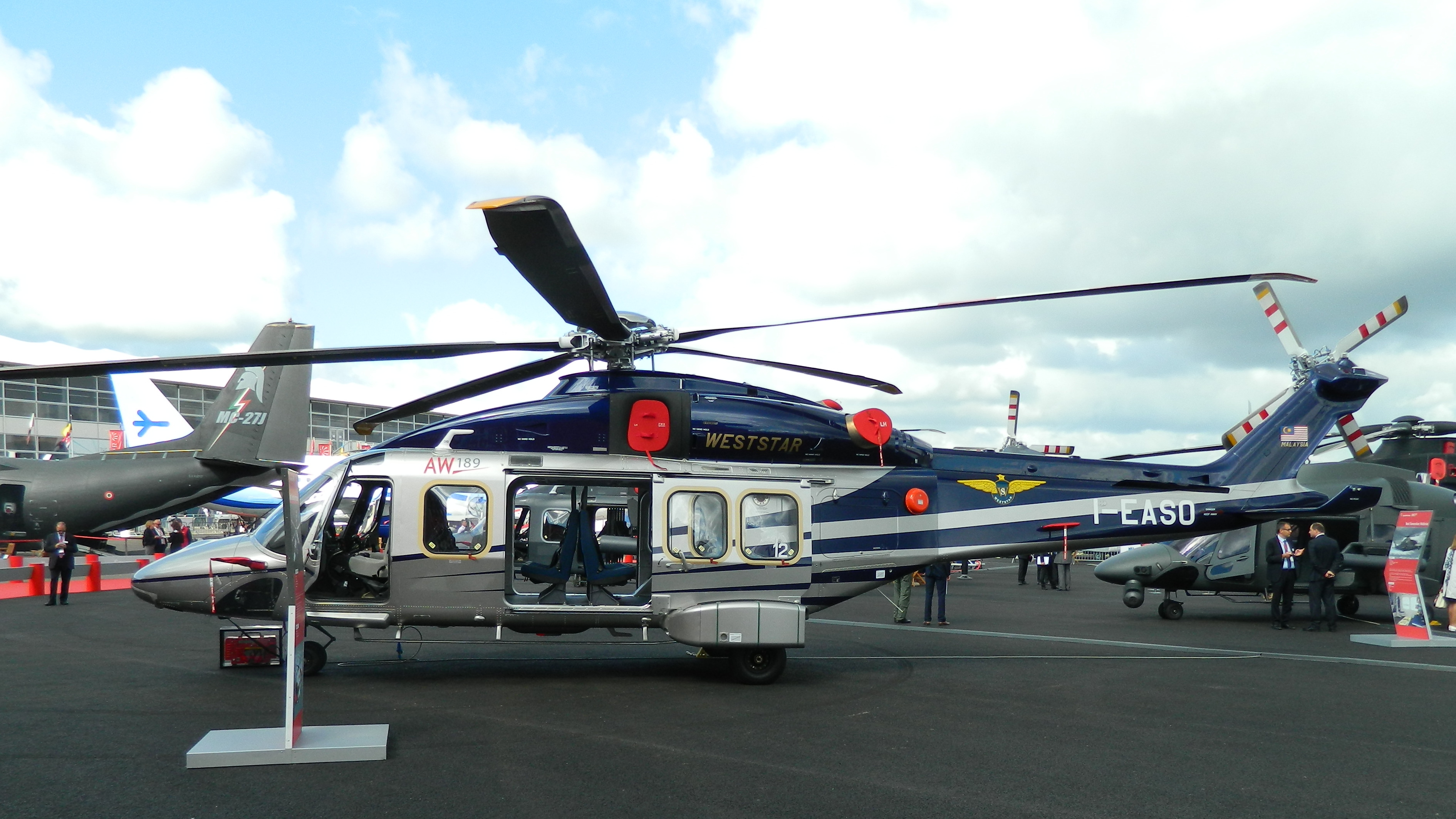
یک بالگرد وست‌استار اوییشن ای‌دبلیو۱۸۹ که قبل از تحویل در نمایشگاه هوایی فارن‌بورو ۲۰۱۴ در انگلستان به نمایش گذاشته شد.

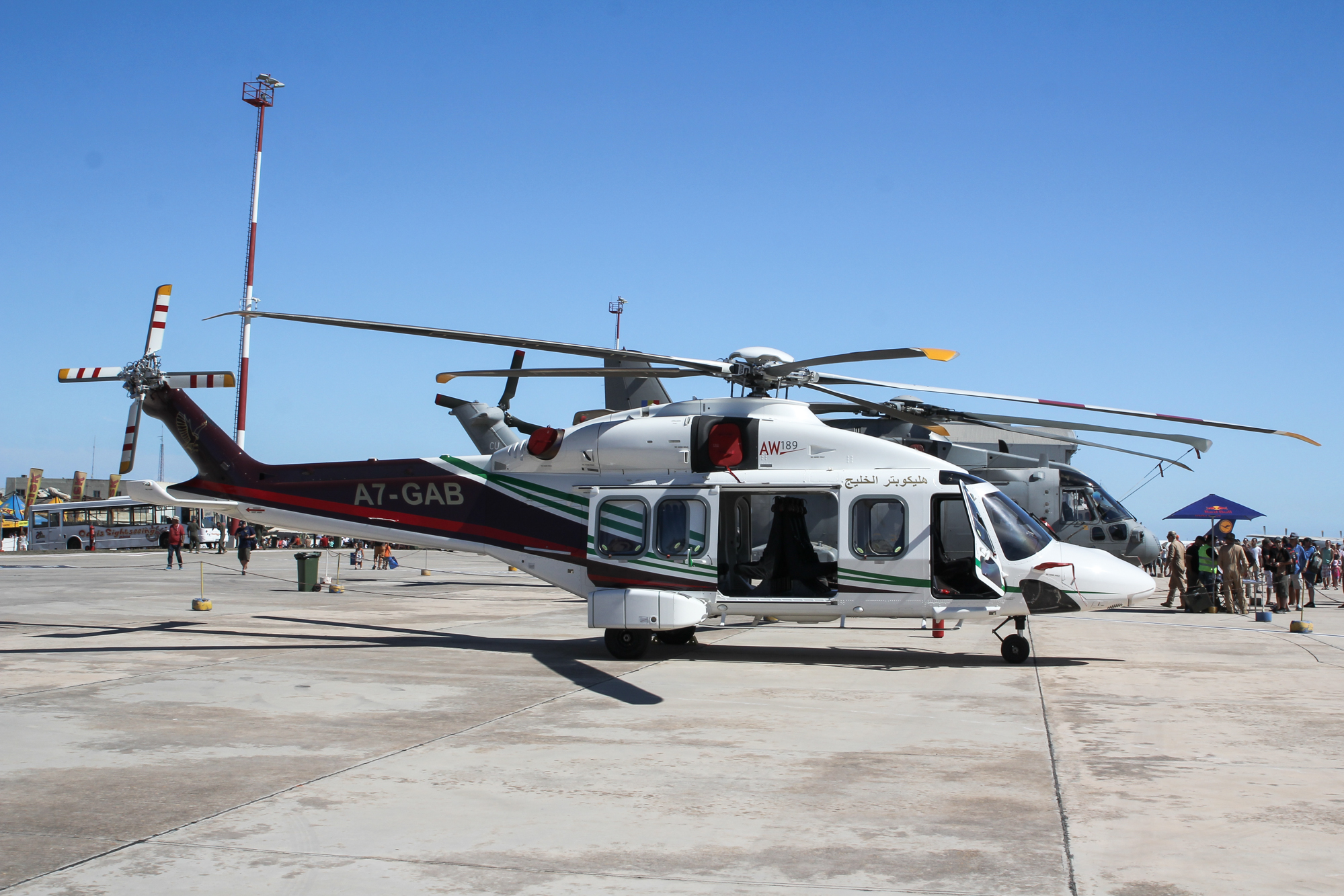
یک بالگرد گلف ای‌دبلیو۱۸۹ که قبل از تحویل، در نمایشگاه بین‌المللی هوایی مالت ۲۰۱۵ به نمایش گذاشته شد.

- هواپیمایی آذربایجان (۲ فروند سفارش)[۳]

 مصر
- نیروی هوایی مصر (۸ فروند سفارش)[۴]

 اندونزی
- پلیس ملی اندونزی (۲ فروند در حال خدمت)[۵][۶]

 ژاپن
- سازمان آتش‌نشانی توکیو (۱ فروند سفارش)[۷]

 مالزی
- وست‌استار اوییشن (۲ فروند سفارش)[۸]
- سازمان آتش‌نشانی[۹][۱۰][۱۱]

 قطر
- گلف هلی‌کوپترز (۱۵ فروند سفارش)[۱۲]

 روسیه
- Exxon Neftegas Limited[۱۳]

 کره جنوبی
- مدیریت آتش‌سوزی و بلایای کلان‌شهر سئول[۱۱]

 امارات متحده عربی
- دبی رویال ایر وینگ (۱ فروند سفارش)[۱۴]

 ایالات متحده آمریکا
- گروه هوانوردی میلستون (۳ فروند سفارش)[۱۵]

 بریتانیا
- گروه بریستوو (گارد ساحلی اچ‌ام) (۱۱ فروند در حال خدمت)[۱۶]

 ویتنام
- شرکت هلیکوپتر ویتنام جنوبی[۱۷][۱۸]

## مشخصات فنی (ای‌دبلیو۱۸۹)
داده‌ها از EASA Type certificate and Yeovil's New Twin
ویژگی‌های عمومی
- خدمه: ۱ یا ۲
- ظرفیت: تا ۱۹ مسافر
- طول: ۱۷٫۶۰ متر (۵۷ فوت ۹ اینچ) [۲۱]
- ارتفاع: ۵٫۰۶ متر (۱۶ فوت ۷ اینچ)
- مساحت بال‌ها: ۵۳٫۳ متر مربع (۵۷۴ فوت مربع)
- وزن ناخالص: ۸٬۳۰۰ کیلوگرم (۱۸٬۳۰۰ پوند)
- ظرفیت سوخت: ۲٬۰۶۳ لیتر (۲٬۵۶۹ لیتر یا مخزن جانبی)
- پیشرانه: ۲ عدد  موتور توربوشفت جنرال الکتریک CT7-2E1، ۱٬۴۹۲ کیلووات (۲٬۰۰۰ اسب بخار) در هر موتور
- قطر روتور اصلی:  ۱۴٫۶۰ متر (۴۷ فوت ۱۱ اینچ)

عملکرد
- حداکثر سرعت: ۳۱۳ کیلومتر بر ساعت (۱۹۴ مایل بر ساعت، ۱۶۹ گره)
- سرعت کروز: ۲۶۷–۲۷۸ کیلومتر بر ساعت (۱۶۶–۱۷۳ مایل بر ساعت، ۱۴۴–۱۵۰ گره)
- بُرد: ۳۷۰–۹۰۷ کیلومتر (۲۳۰–۴۹۰ مایل، ۲۰۰–۴۳۰ مایل دریایی) [۲۲][۲۳]
- حداکثر ارتفاع: ۳٬۰۰۰ متر (۱۰٬۰۰۰ فوت)

## همچنین ببینید
توسعه مرتبط
- آگوستاوستلند ای‌دابلیو۱۳۹
- آگوستاوستلند ای‌دابلیو۱۴۹
- آگوستاوستلند ای‌دابلیو۱۶۹

بالگردهای با عملکرد، پیکربندی و یا دوره زمانی مشابه
- بل ۵۲۵ رلنتلس
- ایرباس هلی‌کوپترز اچ۱۷۵
- کاموف-۶۰
- سیکورسکی اس-۹۲

### کتابشناسی - فهرست کتب
- Harding, Ian (May 2013). "Yeovil's New Twin". Air International. Vol. 84, no. 5. pp. 52–57.